# Galates
Pour les articles homonymes, voir Galates (homonymie).
 (mars 2024).
Les Galates (appelés aussi Gallogræci, « Gallo-Grecs ») sont des peuples celtes qui, dans l’Antiquité, ont migré dans le Centre de l’Asie Mineure, région nommée d’après eux Galatie.

## Histoire

### Contexte

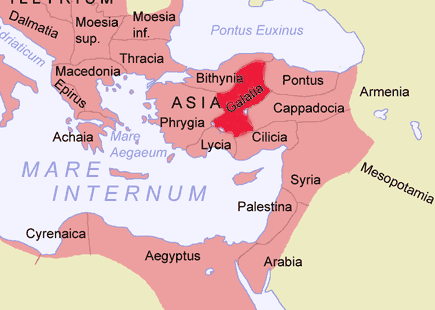
La Galatie et les autres royaumes d'Asie mineure au

Au IVe siècle av. J.-C., la Grèce est déchirée par les guerres des diadoques après la mort d'Alexandre le Grand. Il est tout à fait probable que des groupes mercenaires celtiques aient été engagés dans ces combats. En 281 av. J.-C., Lysimaque roi de Thrace et de Macédoine meurt, et son royaume est affaibli.

Mouvements des groupes celtes de la Grande Expédition.

Dès 280 av. J.-C., trois armées celtiques de 300.000 hommes se mettent en marche. La première, conduite par Kérethrios, attaque la Thrace à l'est. La seconde, commandée par Brennos et Akichorios, attaque par le centre et envahit la Dardanie et la Péonie. La troisième, dirigée par Bolgios, attaque la Macédoine par l’Ouest. Ptolémée Kéraunos, le nouveau roi de Macédoine, subit une importante défaite et est décapité. Pourtant, malgré ce début de campagne prometteur, cette première armée s’arrête à cette victoire et fait demi-tour.
L'armée de Brennos et Akichorios attaque le sanctuaires de Delphes mais échoue. L'armée se replie vers la Thrace et Brennos se suicide. Après l’invasion de l’est de l’Étolie, le groupe celte parti envahir la Grèce est expulsé par Antigone II Gonatas lors de la bataille de Lysimacheia en 277 av. J.-C.. Les rescapés de cette bataille créent la fédération des Scordiques.
La fin de la Grande Expédition laisse plusieurs dizaines de milliers de militaires dans la région grecques et ceux-ci ne tardent pas à être engagés comme mercenaires par les souverains hellénistiques. Une autre partie de l’armée fonde en 277, aux portes de Byzance, le royaume de Tylis. D'autres vont migrer vers l'Italie par le sud des Alpes et certaines d’entre elles retournent en Gaule, dans les Cévennes et autour de Toulouse, où elles sont désormais désignées comme Volques Tectosages.

### Galatie
Les contingents de Léonorios et Lutorios sont invités par Nicomède en guerre contre le Séleucide Antiochos Ier. Ils franchissent l’Hellespont vers -278 et éliminent rapidement le dernier frère et prétendant de Nicomède, Zipoétès II. L'armée celte s'installe au sud du territoire de la Bithynie, sur les bords du Sangarios, la Galatie. De là, ils dévastent la partie de l'Asie Mineure baignée par la mer Égée, depuis la Troade jusqu'à la Carie.
En 277 av. J.-C., ayant perdu l’héritage de son grand-père Antigone le Borgne, le roi Antigone Gonatas forme une nouvelle dynastie en Macédoine, qui se trouve en pleine anarchie politique entre 297 et 277 av. J.-C. : huit rois se sont succédé depuis la mort de Cassandre. C’est sa victoire sur les Galates qui permet à Antigone Gonatas d’asseoir son autorité, et il prend le surnom de « Sauveur » (Sôtér) à l'issue de cette bataille.
En 274 av. J.-C., les galates participent à la première guerre syrienne aux côtés de Mithridate Ier du Pont. Ils infligent une défaite à Ptolémée II, puis sont battus par Antiochos Ier. L'installation des Galates se confirme alors et forme une fédération celtes connue sous le nom de Koinon Galaton (Communauté des Galates).
Les Galates sont ensuite vaincus en 241 av. J.-C. par Attale Ier, roi de Pergame, ce qui les pousse à se regrouper dans la partie nord de la Grande Phrygie, qui reçut le nom de Galatie. Par la suite, ils s'hellénisèrent progressivement, ce qui leur valut le nom de Gallogræci.

## Organisation de la Galatie

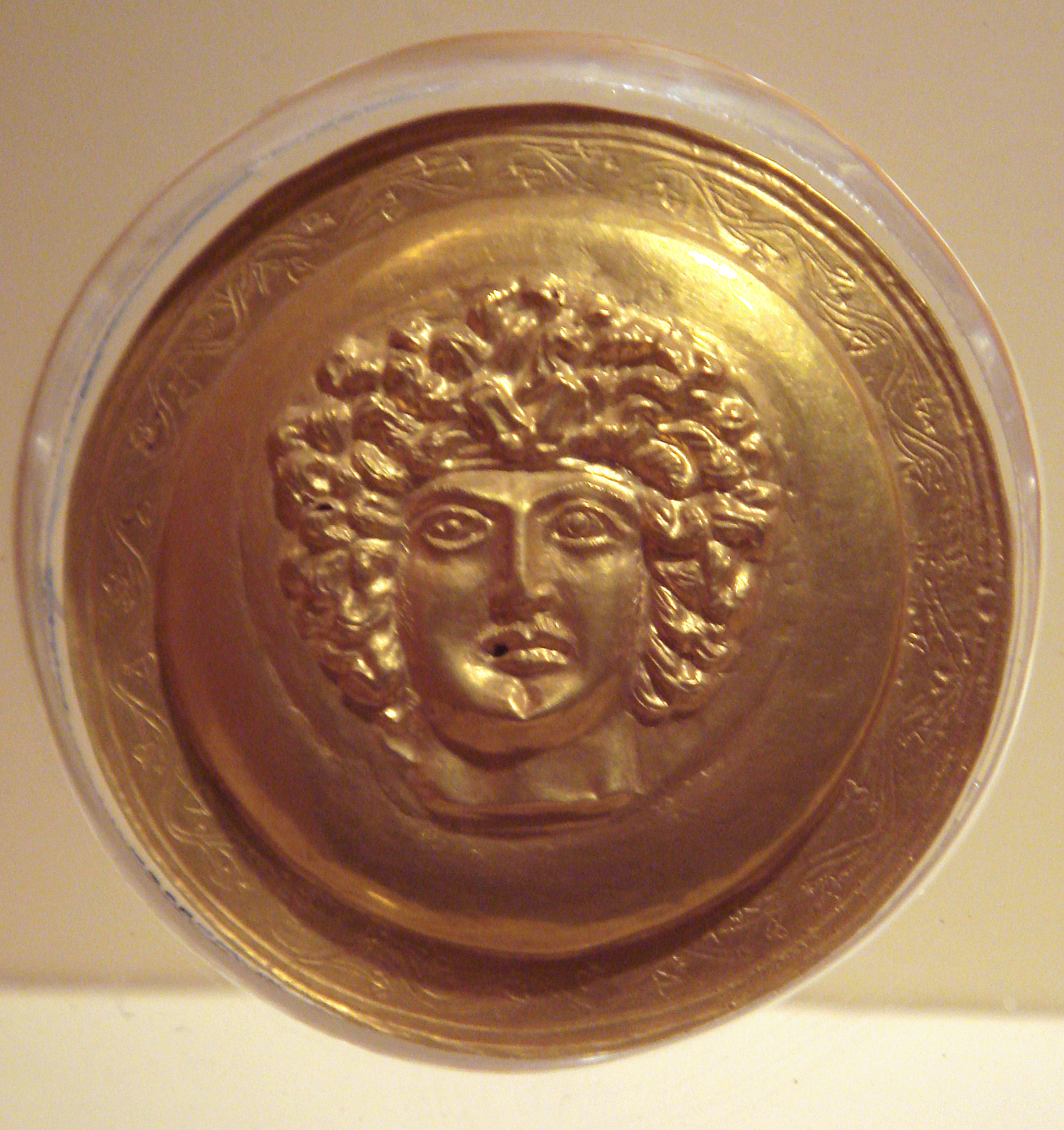
La tête d'un Galate, sur un objet d'art thrace en or,

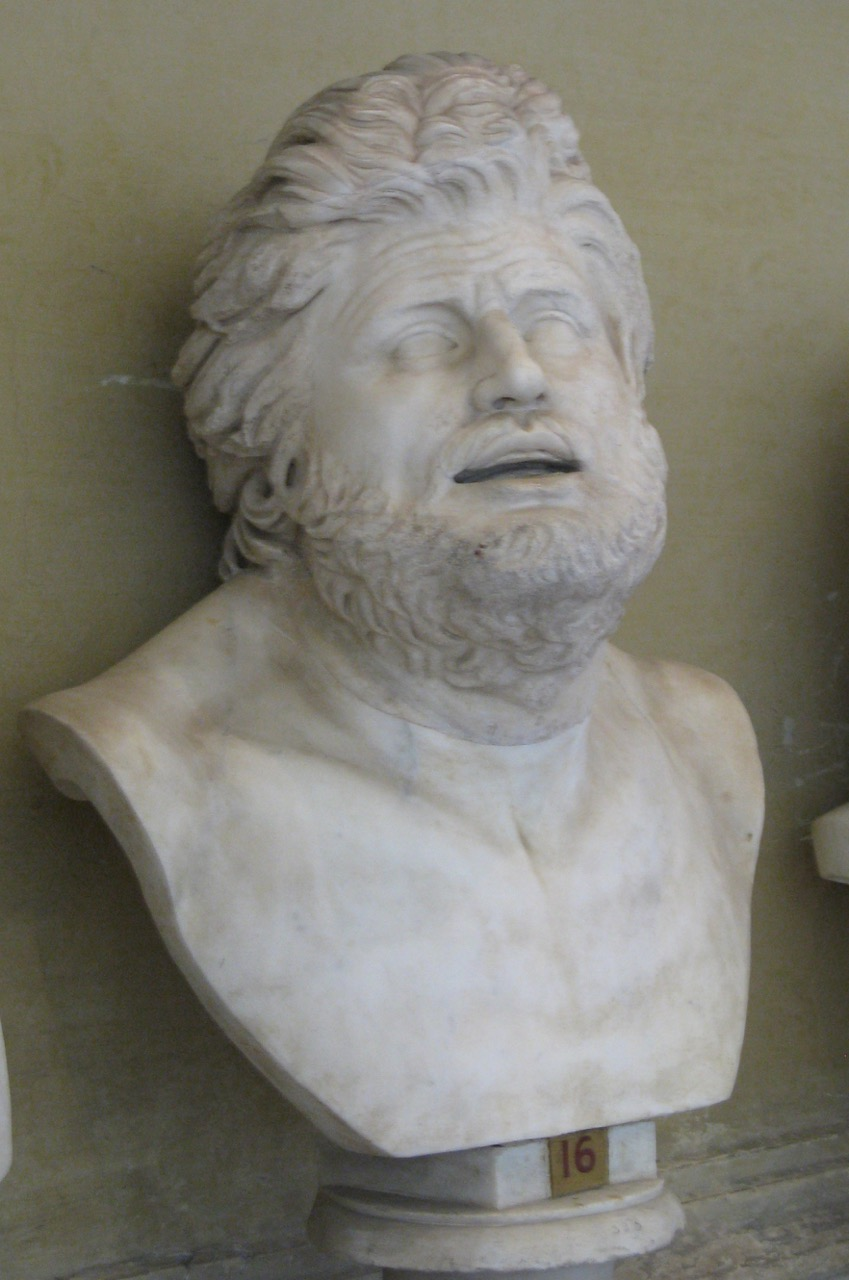
Buste de galate

Suicide du Galate

Géographiquement, l'implantation des Galates (Γαλάται Galátai) est délimitée par le royaume du Pont et la Paphlagonie au nord, la Cappadoce à l’est, le royaume de Pergame à l’ouest et la Bithynie au nord-ouest. Ils sont désignés sous l’appellation de Communauté des Galates (en grec Koinon Galaton, en latin Commune Galatarum).
Cette communauté est composée de trois peuples principaux :
- les Trocmes occupent l'intérieur des terres, et leur capitale est Ancyre (aujourd’hui Ankara) ;
- les Tectosages ont notamment les cités de Pessinonte, Gordion, Orkaorkoi[11], Gorbeus et Ergobrotis ;
- les Tolistobogiens ont notamment les cités de Tavium, de Petobriga et d'Eccobriga.

Chacun de ces peuples est gouverné par une tétrarchie (pouvoir partagé par quatre personnes) dont le pouvoir politique est partagé entre un chef, un juge (dikastès) et un commandant (stratophylax), celui-ci ayant deux officiers sous ses ordres (hypostratophylax).
Les Galates forment une confédération de guerriers, dirigés par une aristocratie militaire. Si l’on en croit Strabon, les tétrarques et les 300 membres du conseil se réunissent dans le Drunemeton, sanctuaire où se rendent la justice et d’autres affaires. Leur économie repose sur l’élevage, mais surtout les razzias, les pillages, les rançons et le mercenariat au service des monarchies hellénistiques. Polyène écrit dans Stratagème : « Antigonos ayant recruté certains mercenaires galates sous le commandement de Kidérios au prix d’une monnaie d’or macédonienne ». Antigonos Gonatas a recruté plus de 11 000 Galates pendant son règne. Ceux-ci faisaient aussi payer de lourds tributs à l’ensemble des territoires conquis et menaient des pillages sur divers cités et royaumes de l’Asie Mineure, comme à Héraclée, qui a dû verser un tribut de 5000 statères d’or. Ce tribut se nomme galatika. Cette communauté possède pour l’essentiel des structures rurales, avec forteresses en hauteurs et des habitats protohistoriques, les oppida. Ils ont une réputation de cruauté. Il y a une forte cohésion de groupe, ce qui se voit à travers les combats, mais aussi par la persistance de la langue qui ne va être que peu influencée par les contacts culturels et linguistiques.

## Les Galates et le royaume de Pergame
Le premier à se rebeller face aux pillages et tributs des Galates fut Attale Ier, roi de Pergame, qui, en 241 av. J.-C, remporta une victoire décisive contre les Tolistoages aux sources Caïques. C’est à la suite de cette victoire qu’un ensemble de statues de bronze furent érigées sur la colline de Pergame afin d’exalter les victoires d’Attale, comme le Galate mourant. L’art pergamien a fortement influencé l’image du Gaulois à travers la figure du Galate. Dans les diverses représentations de ce peuple, on y voit la présence forte de la nudité, mais aussi le travail sur la musculature. Le Gaulois est donc un homme fort, grand combattant, mais aussi sauvage et sans raison, comme on le voit dans la statue du Suicide du Galate. C'est cet art qui a fait prospérer cette image du Gaulois durant de nombreux siècles.
On voit la fascination des Galates avec l’art pergamien, mais aussi alexandrin. Par exemple, on note la présence d’une tombe des Mercenaires à Alexandrie, où des archéologues ont aussi retrouvé plusieurs stèles évoquant les Galates.

## Les Galates contre Antigone II Gonatas
Comme raconté par Justin (historien), les Galates sont vaincus en 277 av. J.-C. par Antigone II Gonatas, à la bataille de Lysimacheia. Fils de Démétrios Poliorcète, roi de Macédoine de 294 à 288, il fait partie des principaux Épigones (rois), héritier des Diadoques. Pour lui, considéré comme un « roi sans royaume », l'invasion des Galates en 279 est une aubaine de retrouver un royaume et pourquoi pas même en Macédoine, comme son père. Quant aux Galates, c’est avec la mort de Lysimaque, roi de Thrace, en 281, qu’ils vont en profiter pour commencer de nombreuses expéditions militaires en Asie Mineure mais aussi en Macédoine.
Dans un premier temps, les Galates envoyèrent des députés au camp ennemi, pour voir l'état du camp mais aussi proposer une paix. D'après l'auteur, Antigone invita "dans sa grande générosité" les troupes à prendre un festin dit somptueux. À ce somptueux festin, le futur roi Antigone leur exposa sa richesse, son or et son argent, ainsi que des navires remplis de marchandises. Il leur montra aussi ses éléphants dans le but de les terroriser car ils étaient inconnus des Galates. Or, malheureusement pour Antigone, les Galates n'ont pas rebroussé chemin, au contraire ils ont été appâtés par ses richesses. Même l'exposition de leurs forces armées ne leur aura pas suffi à prendre peur. Toujours d'après Justin, en rentrant chez eux, les députés ont exagéré les richesses de Gonatas mais aussi la faiblesse de défense de leur campement. Ces arguments suffirent au commandement des Galates pour donner une attaque sur le camp grec durant la nuit. Lorsqu'ils arrivèrent, ils trouvèrent le camp vide, pensèrent à une ruse et hésitèrent à entrer dans le camp. Puis ils entrèrent, avancèrent peu à peu (en prenant ce qu'il y avait à voler) et se dirigèrent vers le rivage où les navires attendaient.
Mais une fois arrivés, ils ont été attaqués par une partie de l'armée qui s'était cachée et ont été massacrés. La bataille de Lysimacheia, fut principalement une réussite grâce à une ruse et non une réelle bataille, comme raconté.

## Les Galates vus par Justin
Les Galates, sur le point de livrer bataille à Antigone II Gonatas, mettent à mort leurs femmes et leurs enfants :
« Les Gaulois, ayant appris cela alors qu'ils se préparaient au combat, sacrifient des victimes pour les présages de la bataille. Mais comme les entrailles prédisent le massacre et la mort de tous, ils sombrent non dans la crainte, mais dans la démence et, espérant détourner les menaces des dieux par le massacre des leurs, ils mettent à mort leurs épouses et leurs enfants, inaugurant par le meurtre les présages de la guerre. »[réf. nécessaire]

## Les Galates vus par Cnaeus Manlius Vulso
L'historien Tite-Live rapporte dans son Histoire romaine la harangue que le consul Cnaeus Manlius Vulso prononça devant ses soldats avant d'affronter les Galates, lors de la guerre galatienne, en 189 av. J.-C. :

« Je n'ignore point, soldats, que de tous les peuples d'Asie, les Gaulois sont réputés les plus belliqueux. C'est au milieu des peuples les plus pacifiques qu'est venue s'établir cette nation farouche, après avoir couru le monde entier. Stature gigantesque, longs cheveux roux, larges boucliers, épées démesurées, chants guerriers au moment de charger l'ennemi, hurlements, trépignements terribles, cliquetis d'armes et de boucliers heurtés d'après un usage national, tout semble combiné chez eux pour inspirer la terreur. Mais laissons ceux qui ne sont pas familiarisés avec ces allures barbares, les Grecs, les Cariens, les Phrygiens, s'en effrayer : les Romains, faits à tout ce bruit, n'y voient plus qu'un vain épouvantail. Une seule fois jadis, et à une première rencontre, au bord de l'Allia, ils défirent nos ancêtres ; depuis, voilà près de deux cents ans que, comme de vrais troupeaux, ils sont égorgés et chassés par nos pères, et que les Gaulois nous fournissent plus de triomphes que le reste du monde. Notre propre expérience nous le prouve, cette première charge, si fougueuse et si bouillante, une fois soutenue, haletants, tout en sueur, leurs armes leur échappent des mains : mous de corps, l'âme sans vigueur, dès que leur emportement se refroidit, le soleil, la poussière, la soif, au défaut du fer, les abattent. Ce ne sont pas seulement nos légions aux prises avec les leurs, qui nous ont appris à les connaître ; des Romains se sont mesurés corps à corps avec eux, et T. Manlius, M. Valérius, ont fait voir la supériorité de la valeur romaine sur la fougue gauloise. Depuis M. Manlius, seul contre une armée de Gaulois, les a précipités du Capitole qu'ils tentaient d'escalader : et alors c'étaient de vrais Gaulois, nés en Gaule. Aujourd'hui ce sont des Gaulois abâtardis, du sang mêlé, des Gallo-Grecs enfin, comme on les appelle ; car il en est des hommes comme des plantes et des animaux : c'est moins le germe primitif qui contribue à leur conserver leur excellence naturelle que l'influence du terrain et du climat où ils vivent qui les fait dégénérer [...] La terre natale est un foyer de vie : tout ce qui est transplanté se transforme et dégénère. Sous ces armures gauloises, ce sont donc des Phrygiens que vous allez encore une fois égorger comme lors de la bataille contre Antiochus, des vaincus que des vainqueurs vont écraser [...] Ce n'est que chez les bêtes nouvellement enchaînées que l'humeur sauvage des bois se fait sentir : à force de recevoir leur nourriture de la main des hommes, elles s'apprivoisent : Eh bien ! ne vous y trompez pas, la barbarie, chez les hommes, s'adoucit de la même manière. Ainsi, croyez-vous que ces Gaulois sont des hommes comme leurs pères et leurs enfants ? Forcés d'émigrer par le manque de terres, ils ont longé la côte ardue de l'Illyrie, traversé la Péonie et la Thrace en combattant contre des nations belliqueuses, et sont venus s'établir ici. Endurcis, irrités par mille privations, ils ont trouvé cette contrée pour s'engourdir dans l'abondance ; fertilité du sol, beauté du climat, douceur des habitants, toute cette odeur sauvage qu'ils avaient en arrivant n'a pu leur résister. Par le ciel ! enfants de Mars, fuyez, fuyez au plus tôt cette perfide langueur de l'Asie ! Ces voluptés d'un autre ciel énervent les âmes ! La vie, les mœurs de ces peuplades sont contagieuses ! Ce qu'il y a d'heureux, c'est que si peu que soient pour vous les Gaulois, ils conservent encore dans l'esprit des Grecs cette réputation de vaillance qu'ils avaient en arrivant ; et ainsi la victoire vous donnera aux yeux des alliés la même gloire que si c'étaient des Gaulois de la vieille trempe que vous eussiez vaincus ! »

## Entrée dans l'Empire romain

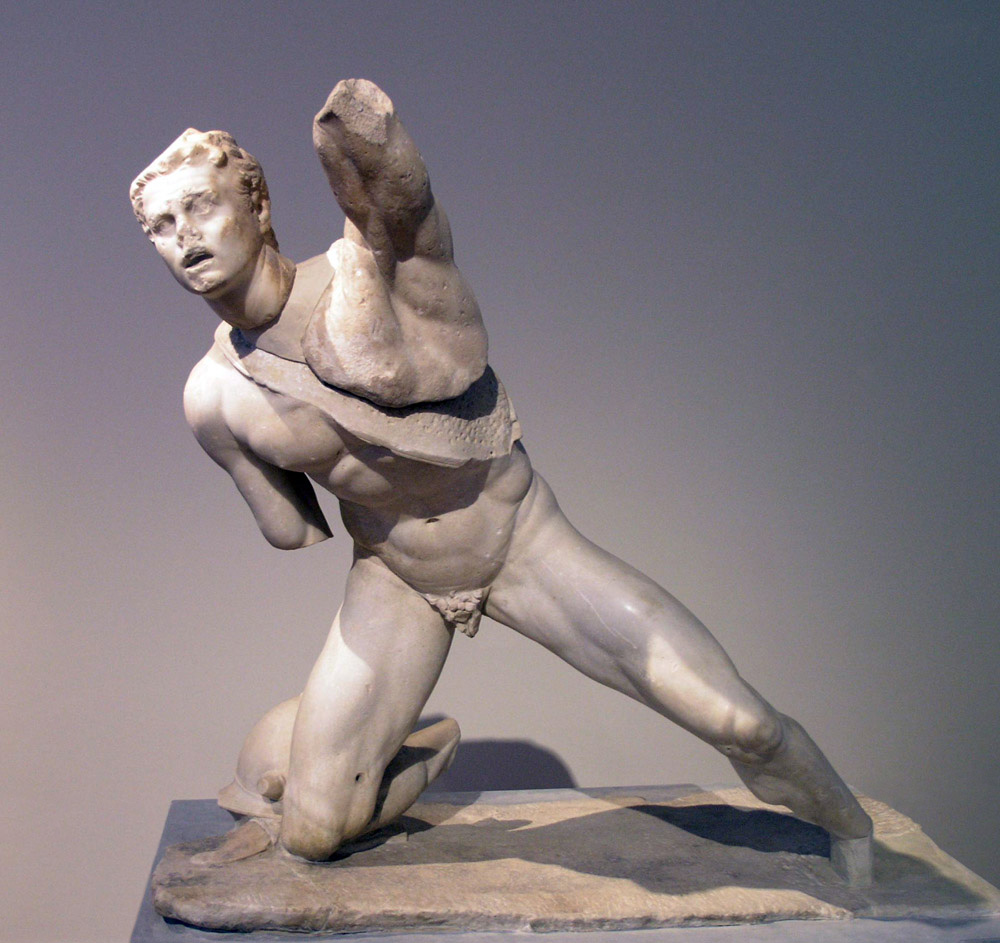
Guerrier galate blessé, statue de l’agora des Italiens à Délos, vers 100 av. J.-C., musée national archéologique d'Athènes

En 189 av. J.-C., une expédition romaine menée par Cnaeus Manlius Vulso ravage la Galatie. Eumène II, roi de Pergame, vainqueur des Gaulois, aurait même annexé la Galatie en 183 av. J.-C. Toutefois un sénatus-consulte octroie l'autonomie aux Galates en 166 av. J.-C. Les Galates luttent contre Mithridate VI, roi du Pont, et détruisent un corps d'armée en 73 av. J.-C. La réorganisation administrative de l'Asie Mineure par Pompée confie le pouvoir à trois princes, sous la surveillance du Tolistobogien Déiotaros, qui est fait roi (66 av. J.-C.). Marc Antoine procède à une nouvelle réorganisation qui agrandit le territoire de la Galatie, mais le pouvoir est confié à des hommes sûrs, étrangers aux familles régnantes (37-36 av. J.-C.).
La Galatie est évangélisée dès les débuts de l’ère chrétienne. Vers 49 apr. J.-C., Paul de Tarse rédige une épître aux Galates qui fait partie du Nouveau Testament. Au IVe siècle, Jérôme de Stridon rapporte que les Galates d'Ancyre parlent le gaulois de Trèves.
Assimilés par la population locale devenue hellénophone, les Galates disparaissent des sources au Ve siècle.